# Sant Ponç del Papiol
Sant Ponç del Papiol és una capella del municipi de l'Arboç protegida com a bé cultural d'interès local. És un edifici d'origen romànic del segle xiii que ha patit moltes reformes. Des del 1070 està documentat el nucli del Papiol com una de les possessions del castell de Castellet.

## Descripció
La capella, d'una sola nau i coberta amb un embigat de dues vessants, presenta una portalada de punt rodó i campanar de cadireta de dos cossos. Damunt la portalada hi ha un escut de pedra, on veiem un corn de banya i un lleó rampant. El mur lateral està sostingut per una sèrie de contraforts.

## Història
El 1304, Sant Ponç de Papiol era l'església parroquial de l'Arboç. El 1343 feu testament Pere Aymerich, senyor del castell del Papiol, pel qual es decretava que ell, la seva muller i els seus dos fills fossin enterrats a l'església de Sant Ponç. Posteriorment (1429) es produïa, per decret episcopal, la unió de l'església de Sant Ponç i la de Banyeres, per raó d'un terratrèmol que enrunà la casa rectoral; malgrat tot, el rector de Banyeres hi havia de celebrar missa el dia de Sant Ponç i cada quinze dies.